# Systemische Beratung
Systemische Beratung ist ein Oberbegriff für verschiedene Beratungsformate (z. B. Sozialberatung, Paarberatung, Familienberatung, Therapie, Mediation, Supervision, Organisationsberatung). Dieser Oberbegriff bezeichnet die Beratung von Individuen oder Gruppen (z. B. Paare, Familien, Teams, Organisationen) in Bezug auf deren jeweiligen Kontext: ihr soziales System. Systemische Beratung bezieht sich auf die Grundlagentheorien Systemtheorie (Soziologische Systemtheorie), Konstruktivismus, Kybernetik zweiter Ordnung und Synergetik. Diese Grundlagen bilden zwar den Reflexionshintergrund systemischer Arbeit, sind aber nicht geeignet, konkrete Vorgehensweisen oder eine Haltung zu legitimieren.
Wissenschaftliche (valide) Nachweise für die Wirksamkeit der Systemischen Beratung existieren nicht – lediglich für einzelne Indikationen der Systemischen Familientherapie. In Abgrenzung hierzu ist das Systemische Coaching  zu sehen.

## Abgrenzung zur Psychotherapie
Klar abgegrenzt ist systemische Beratung von heilkundlicher Behandlung in Form von Psychotherapie laut Psychotherapiegesetz (PsychThG). Sie befasst sich in der Form als Systemische Therapie zwar mit einer nichtheilkundlichen Behandlung, etwa in der Suchtberatung, Erziehungsberatung und Familienberatung mit sogenannten „Störungen mit Krankheitswert“ (Psychotherapeutengesetz, PsychThG § 1 Abs. 2), übernimmt aber nicht die Funktion diese zu kurieren. Systemische Beratung, bzw. Therapie dienen hier der Begleitung, Stabilisierung der Lebenssituation von Klienten und gegebenenfalls der Anbahnung von Psychotherapie. Eine besondere Bedeutung hat die Systemische Therapie im Arbeitsfeld der Hilfen zur Erziehung nach §§ 27 ff. SGB VIII, bei der psychosozialen Unterstützung von Familien, weshalb viele Berufsgruppen aus den Bereichen Soziale Arbeit, Erziehung und Pädagogik eine entsprechende Zusatzqualifikation anstreben.
Andersherum versteht sich systemische Psychotherapie als ganzheitlicher Ansatz, der neben der Behandlung psychischer Belastungen und Störungen auch weitere Themen adressiert. Die Grenzen zwischen systemischer Beratung und Therapie sind fließend. „Die Grenzen sind fließend, so wie die Problemlagen der Rat suchenden Menschen ebenfalls zwischen klinischen und nichtklinischen Bereichen changieren“. Dies gilt für Therapie bezüglich nichtklinischer Problemlagen, die Beratung erfordern. Oder Anders ausgedrückt, Therapie kann auch Beratung beinhalten. Beratungsangebote haben sich hingegen auf nichtklinische Themen zu beschränken und dürfen keinen Heilauftrag erfüllen.

## Unterscheidung Prozessberatung und Fachberatung
Neben einer Qualifikation in den Grundlagen systemischer Arbeit und Spezialisierungen bezüglich verschiedener Beratungsformate, ist oft ein jeweils für das Handlungsfeld spezifisches Fachwissen erforderlich. Es ist daher hilfreich eine Unterscheidung zwischen Prozessberatung und Fachberatung zu treffen. Prozessberatung meint hier die methodische Gestaltung von Beratungssituationen, während Fachberatung auf die kontextbezogene Expertise der beratenden Person und die Vermittlung von Fachwissen, Modellen und Hypothesen verweist. Im Unterschied zum inhaltsorientierten klassischen Beratungsansatz der Fach- oder Expertenberatung ist die systemische Beratung überwiegend prozessorientiert.

## Systemische Haltung
Bei der systemischen Beratung geht es primär um das Stärken der Ressourcen und Kompetenzen des zu beratenden Individuums bzw. der zu beratenden Gruppe und seines/ihres sozialen Systems. Zur Betonung dieser Vorgehensweise wird die systemische Beratung häufig auch als „ressourcenorientierte Beratung“ bzw. „lösungsorientierte Beratung“ bezeichnet. Kernstück systemischer Beratungsformate ist die sogenannte „systemische Haltung“.
Systemische Haltung lässt sich unter fünf Aspekten der Neutralität zusammenfassen:
1. Beziehungsneutralität
„Beraterinnen und Berater verhalten sich bezüglich der teilnehmenden und abwesenden Systemmitglieder (Familie, Ehe, Team, Firma) neutral. Sie ergreifen keine Partei für einzelne anwesende oder abwesende Personen, oder für einzelne Persönlichkeits- oder Rollenanteile der Klientinnen und Klienten.“
2. Problemneutralität
„Beraterinnen und Berater verhalten sich gegenüber den geschilderten Verhaltensweisen und Problemen neutral. Sie werten diese nicht, sondern fördern Problembeschreibungen, die auch die Funktion oder den Sinn des Problems erkennen lassen und fokussieren auf vorhandene Ressourcen.“
3. Konstruktneutralität
„Beraterinnen und Berater verhalten sich gegenüber den Erklärungen, Begründungen, Meinungen, Sichtweisen, Gefühlen, kurz den Konstruktionen der direkt und indirekt Beteiligten neutral. Jede Sichtweise sollte als individuell passend und gleichwertig betrachtet werden. Der Begriff der Neutralität ist hierbei nicht als ‚Abwesenheit eigener Meinungen und Sichtweisen‘ gedacht, sondern als gleichberechtigte Einordnung derselben unter die verschiedenen anderen Meinungen und Sichtweisen der Klientinnen und Klienten.“
4. Lösungsneutralität
„Beraterinnen und Berater verhalten sich gegenüber den Lösungsideen der direkt und indirekt Beteiligten neutral. Die Lösungsmöglichkeiten können im Gespräch exploriert und erweitert, geordnet und durch die Beteiligten bewertet werden. Eine Einigung über passende Sichtweisen und Lösungsschritte findet jedoch bestenfalls zwischen den Klientinnen und Klienten statt, ohne dass die beratende Person dieser Einigung oder den Wertungen der Beteiligten zustimmen muss.“
5. Veränderungsneutralität
„Beraterinnen und Berater verhalten sich neutral gegenüber den Tendenzen der Veränderung und der Beständigkeit im Klientensystem. Wenn sich etwas verändert, verändert es sich. Wenn sich nichts verändert, verändert sich nichts. Auch die Entscheidung darüber, dass ‚alles so bleiben soll, wie es ist‘, stellt ein mögliches und legitimes Ergebnis einer Beratung dar. Beraterinnen und Berater sollen auch gegenüber der Geschwindigkeit, Richtung und Ausprägung von Veränderungen neutral sein.“
Der Stil Systemischer Beratung ist üblicherweise indirektiv: Es soll keine konkrete Lösung vorgeschlagen werden, die Lösung soll aus einem Selbstreflexionsprozess des Einzelnen oder der jeweiligen Gruppe entstehen (Selbstorganisation). Der Theorie nach resultieren Probleme aus konstruierten Wirklichkeiten, die durch systemische Beratung irritiert werden sollen. Die beratende Person solle sich keine Lösungsvorschläge „anmaßen“, die ratsuchende Person in ihrer Autonomie nicht eingeschränkt werden. Systemische Beratung definiert sich als „Hilfe zur Selbsthilfe“.

## Methodik
Methodisch speist sich systemische Arbeit in den verschiedenen Formaten aus sehr heterogenen Quellen, die grundsätzlich aus Alternativen zu einem klassischen, analytischen und direktiven Verständnis von Beratung entstanden sind. Zu diesen Quellen zählen unter anderem:
- Familientherapie (Einbeziehung der Familie, bzw. des sozialen Kontextes in die Therapie)
- Verfahren der Systemanalyse (Genogramm, Soziogramm, Triadenanalyse, Transaktionsanalyse)
- Systemische Fragetechniken (Skalierungsfragen, Hypothetische Fragen, Erlaubnisfragen, dissoziative und assoziative Fragen)
- Reflecting Team
- Aufstellungsarbeit (Figurenaufstellung bzw. Systembrett, System- bzw. Familienaufstellung, Strukturaufstellung, Skulpturen)
- Arbeit mit Inneren Anteilen, Ego-States, Arbeit mit Rollen und dem Inneren Team
- Hypnotherapie
- Reframing und Utilisation
- Narrative Therapie, Externalisation und Metaphernarbeit
- Lösungsorientierte Kurztherapie
- Projektive Verfahren und Kunsttherapie

Neben der Nutzung von Verfahren des Neuro-Linguistischen Programmierens (NLP), finden sich auch Methoden und Modelle des Veränderungsmanagements (Change Management), sowie der Team- und Organisationsentwicklung in der systemischen Arbeit wieder. Letztlich ist systemische Beratung – trotz eines eigenständigen methodischen Kerns – als im großen Maße integrativer und schulenübergreifener Ansatz einzustufen. Aufgrund der Heterogenität der Methodik und der methodischen Bezüge zu therapeutischen Vorgehensweisen, ist eine Abgrenzung der systemischen Beratung zur Psychotherapie notwendig.

## Wissenschaftliche Anerkennung
Die Heterogenität systemischer Methodik erklärt, warum sie im Gegensatz zu manualisierten und standardisierten Vorgehensweisen – wie es sie beispielsweise in der Verhaltenstherapie gibt – empirisch schwer zu fassen und zu belegen ist. Trotz dieser Ausgangslage erfolgte bereits 2008 die wissenschaftlicher Anerkennung der Wirksamkeit systemischer Therapie bei einigen Indikationen. Für diese psychotherapeutische Heilbehandlung existieren Belege für die Wirksamkeit in fünf Anwendungsgebieten, darunter Affektive Störungen, Abhängigkeit und Missbrauch, Schizophrenie oder wahnhafte Störungen. 2018 erfolge dann die sozialrechtliche Anerkennung als Richtlinienverfahren durch den Gemeinsamen Bundesausschuss (G-BA), sodass Systemische Psychotherapie nun als Approbationsausbildung angeboten und als Kassenleistung abgerechnet werden kann.
Auch, wenn sich hieraus Rückschlüsse auf andere systemische Beratungsformate ziehen lassen, kann nicht behauptet werden, dass systemische Arbeit im Allgemeinen wirksam sei. In den Bereichen Beratung und Coaching wird sich ein solcher Nachweis – wie für andere Ansätze auch – nur schwer führen lassen, da die Themen und Arbeitsfelder zu heterogen und die Vorgehensweise zu stark individualisierend strukturiert sind.

## Qualifikation und Ausbildungsstandards
Die Verwendung des Begriffs Systemische Beratung ist – ebenso wie Systemisches Coaching, Systemische Therapie, Systemische Organisationsentwicklung etc. – nicht gesetzlich geschützt. Gesetzlich vorgegebene Mindeststandards, wie etwa bei der zertifizierten Ausbildung im Bereich Mediation, bestehen nicht. In Deutschland bemühen sich insbesondere die Deutsche Gesellschaft für Systemische Therapie und Familientherapie (DGSF) und die Systemische Gesellschaft (SG) um Ausbildungs- und Qualitätsstandards. Hierbei arbeiten sie übergreifend mit anderen Fachverbänden zusammen, etwa im Roundtable Coaching (RTC) oder der Deutschen Gesellschaft für Beratung (DGfB).
Systemische Weiterbildungen werden zunehmend an Hochschulen und Universitäten als Kontaktstudium oder als integrierte Weiterbildung angeboten. Die Technische Universität Kaiserslautern bietet den Studiengang Systemische Beratung als eigenständiges Masterstudium an.

## Kritik
Die Kritik in der Fachliteratur konzentriert sich auf folgende Aspekte: (1.) den Anspruch auf Wissenschaftlichkeit, (2.) die mangelnde Abgrenzung zur Psychotherapie und (3.) eine mangelnde Abgrenzung zur Esoterik.

### Wissenschaftlicher Anspruch nicht erfüllt
Eine Wissenschaft ist ein System von (operationalen) Definitionen, Hypothesen und Modellen zur Erklärung, Voraussage und Gestaltung der Realität. Der systemische Ansatz (in Beratung und Coaching) erfüllt keines dieser Merkmale. Zum Beispiel ist der Schlüsselbegriff „systemisch“ nicht operational definiert. Oswald Neuberger bringt das im Titel seines Aufsatzes wie folgt zum Ausdruck: „Ach wie gut, dass niemand weiß, was man so systemisch heißt“. Dem könnte man entgegenhalten, dass Systemische Beratung selbst gar keine Wissenschaft darstellt, sondern als praktische Beratungsform lediglich Gegenstand wissenschaftlicher Analyse und Bewertung ist. Sie selbst muss daher gar keine Ansprüche an Wissenschaftlichkeit erfüllen, muss sich aber mit wissenschaftlichen Methoden reflektieren und einordnen lassen. Wenn Vertreter des systemischen Ansatzes hingegen Wissenschaftlichkeit behaupten, da sich ihr Konzept auf wissenschaftliche Konzepte wie Quantenphysik, Chaostheorie, Kybernetik 2. Ordnung, Synergetik, Konstruktivismus, Autopoiese etc. beziehen, ist dies so nicht haltbar. Trotz dieser Bezüge auf verschiedene Wissenschaftsdisziplinen, ist eine wissenschaftliche Legitimation systemischer Vorgehensweisen nicht gegeben. Die verwendeten Begriffe sind oft undefiniert, pseudowissenschaftlich oder auf einem Abstraktionsniveau, das keine falsifizierbaren Aussagen oder praxisrelevante Empfehlungen zulässt. Die Ableitung einer Pragmatik oder Ethik ist auf der Grundlage der herangezogenen Theorien unzulässig.

### Keine Nachweise der Wirksamkeit
Der zweite Kritikpunkt gilt der unklaren Abgrenzung zwischen Systemischer Beratung, Systemischem Coaching, Systemischer Therapie und anderer Formate gegenüber der Systemischen Psychotherapie. Mit der Vermischung von Psychotherapie, Beratung, Coaching und Therapie wird der Anschein erweckt, diese könnten eine Psychotherapie ersetzen. Auch ist eine Übertragung und Inanspruchnahme der Wirksamkeitsforschung an dem Bereich Systemischer Psychotherapie für andere systemische Beratungsformate unzulässig. Eine Therapie, wie zum Beispiel die Systemische Therapie, bezieht sich grundsätzlich auf den empirischen Nachweis der Wirksamkeit für klar definierte Indikationen. Einen allgemeinen Anspruch auf Wirksamkeit kann es daher gar nicht geben. Siehe dazu die Kriterien des Wissenschaftlichen Beirats Psychotherapie.

### Abstrakte Sprache als Immunisierungsstrategie
Der dritte Kritikpunkt betrifft die methodische Offenheit systemischer Ansätze in Verbindung mit einem legitimatorischen Bezug zu Grundlagentheorien, wie der Systemtheorie oder dem Konstruktivismus (Philosophie) (siehe Kritikpunkt 1). Mit nur vagen Theoriebezügen und der oft unklaren, uneindeutigen oder schlichtweg falschen Referenz auf die herangezogenen Grundlagentheorien, lässt sich letztlich jedes Vorgehen begründen. Neben seriösen Angeboten finden sich daher auch esoterisch orientierte Formen systemischer Arbeit, die mit einem typischen Jargon aus akademisch anmutenden Wortschöpfungen und semantischen Verfremdungen wissenschaftlicher Begriffe den Anschein wissenschaftlicher Fundierung und Legitimation behaupten. Dieser Jargon dient zugleich einer Immunisierungsstrategie gegen rationale Kritik. Beispiele für derartige Wortschöpfungen sind: Persönlichkeits- und Beziehungsdynamiken, Wirklichkeitslogik, unterschwellige Grundgefühle, Orientierungsdaten, identitätslose Beliebigkeit, Kulturkompetenz, nicht bewältigte Komplexität, fehlende Schöpfermacht, wirklichkeitskonstruktive Traumarbeit, systemische Didaktik, Sinnerzählung, wirklichkeitsanalytische Perspektive, Architektur von Traumwirklichkeit etc.